# 中華民國總統府發言人
中華民國總統府發言人是中華民國總統府的发言人，負責新聞聯繫、政策宣導、形象推廣等工作。目前並非正式編制官職，僅以總統府機要秘書資格任用。

## 歷史
2008年馬英九當選中華民國總統後，總統府以任務編組方式成立「總統府發言人室」，並不是《總統府組織法》內的建制。而總統府發言人並不具備公務員資格，僅以機要人員名義聘用。
2010年12月30日，《自由時報》社論批評，總統府向來有「公共事務室」負責政策宣導、新聞聯繫等，總統府發言人是「踰越體制」、完全沒有法源依據的「黑官」。該篇社論表示，李登輝政府與陳水扁政府時，總統府依法由公共事務室主任擔當發言工作；而馬英九政府上任之後，總統府自創了「發言人室」，其成員多出於2008年馬英九競選總統時的年輕班底，並無公務員資格，還以「機要」聘僱。同日，總統府發言人羅智強反擊，總統府發言人的職務是以機要人員任用，完全合法，人員任用也經銓敘部銓敘程序；該篇社論亦表示此「並未違法」，卻以「黑官」作標籤化的批評，是自相矛盾；而且陳水扁政府亦曾多次在行政院設有「發言人」之任務編組，卻不見當時的《自由時報》批評這是「踰越體制」。

## 歷任發言人
| 任次         | 姓名          | 肖像         | 就任日期       | 卸任日期       | 備註                                             | 總統         |
| 總統府發言人 | 總統府發言人  | 總統府發言人 | 總統府發言人   | 總統府發言人   | 總統府發言人                                     | 總統府發言人 |
| ------------ | ------------- | ------------ | -------------- | -------------- | ------------------------------------------------ | ------------ |
| 1            | 王郁琦        |              | 2008年5月20日  | 2010年2月28日  | 首任                                             | 馬英九       |
| 2            | 羅智強        |              | 2010年3月1日   | 2011年5月4日   |                                                  | 馬英九       |
| 3            | 范姜泰基      |              | 2011年5月4日   | 2013年2月18日  |                                                  | 馬英九       |
| 4            | 李佳霏        |              | 2013年2月18日  | 2014年5月11日  |                                                  | 馬英九       |
| 5            | 馬瑋國        |              | 2014年5月11日  | 2016年5月19日  |                                                  | 馬英九       |
| 5            | 殷瑋          |              | 2014年5月11日  | 2015年2月12日  |                                                  | 馬英九       |
| 5            | 陳以信        |              | 2015年2月12日  | 2016年5月19日  |                                                  | 馬英九       |
| 6            | 黃重諺        |              | 2016年5月20日  | 2020年9月6日   |                                                  | 蔡英文       |
| 6            | 張文蘭        |              | 2016年5月20日  | 2020年11月15日 |                                                  | 蔡英文       |
| 6            | 林鶴明        |              | 2017年3月1日   | 2019年10月13日 |                                                  | 蔡英文       |
| 6            | 張惇涵        |              | 2019年1月21日  | 2023年1月30日  |                                                  | 蔡英文       |
| 6            | 丁允恭        |              | 2019年5月20日  | 2020年9月9日   | 因外遇及辦公室性愛事件（逼墮胎等），自行請辭     | 蔡英文       |
| 6            | 谷辣斯·尤達卡 |              | 2020年5月20日  | 2022年7月17日  | 首位臺灣原住民族發言人                           | 蔡英文       |
| 6            | 高遵          |              | 2020年11月16日 | 2024年5月19日  | 總統府公共事務室主任兼任                         | 蔡英文       |
| 6            | 谷辣斯·尤達卡 |              | 2023年1月31日  | 2023年6月28日  | 回任，因與已婚隨扈不倫戀遭判侵害配偶權，自行請辭 | 蔡英文       |
| 6            | 林聿禪        |              | 2023年1月31日  | 2024年5月19日  |                                                  | 蔡英文       |
| 7            | 郭雅慧        |              | 2024年5月20日  | 現任           |                                                  | 賴清德       |
| 7            | 李問          |              | 2024年5月20日  | 現任           |                                                  | 賴清德       |

## 外部連結
- 總統府發言人的Facebook專頁
- YouTube上的總統府發言人頻道